# Dai Si
Mukedaisi Kuerban (en uigur: مۇكدەپ قۇربان, Chino: 穆克代斯·库尔班) más conocida como Dai Si (chino: 代斯), es una actriz china.

## Biografía
Pertenece a la Etnia uigur de China.
Estudió en la Academia Central de Drama de China.
Es muy buena amiga de las actrices Zhu Xudan y Huang Mengying.
En julio del 2019 se reveló que estaba saliendo con el actor chino Liu Ruilin, sin embargo la relación finalizó en octubre del mismo año.

## Carrera
Es miembro de la agencia "Jay Walk Studio". 
En enero del 2017 se unió al elenco recurrente de la popular serie Eternal Love donde dio vida a Yan Zhi, la joven y bondadosa princesa de la tribu demoníaca, y la adorada hermana menor de Li Jing (Vin Zhang) y Li Yuan (Du Junze), quien termina enamorándose de Zi Lan cuando lo conoce a Zi Lan (Liu Ruilin).
En agosto del mismo año se unió al elenco recurrente de la serie Xuan-Yuan Sword: Han Cloud donde interpretó a Duan Meng, la fría y retraída jefa de la facción Flying (Fei), que maneja espadas dobles y es experta en el asesinato que decide unirse a "Flying Feathers" con el objetivo de buscar la verdad, después de que su padre adoptivo fuera acusado de traición. 
En marzo del 2018 se unió al elenco recurrente de la serie The Flame's Daughter donde dio vida a Dao Liexiang, una joven amable y de buen corazón de la ciudad de Wu Dao, que defiende la justicia y está enamorada de Lei Jinghong (Zhang He).
El 13 de abril del 2019 se unió al elenco de la serie In Youth (también conocida como "While We Are Still Young") donde interpretó a Li Yangyang.
El 30 de abril del mismo año se unió al elenco principal de la serie Anti-Terrorism Special Forces: The Wolves donde dio vida a Qin Mei, hasta el final de la serie el 7 de junio del mismo año.
En el 2020 se unirá al elenco principal de la serie Storm Eye.

## Filmografía

### Series de televisión
| Año             | Título                                    | Personaje        | Notas        |
| --------------- | ----------------------------------------- | ---------------- | ------------ |
| 2020 - presente | Storm Eye                                 | -                |              |
| 2020            | Qing Luo                                  | -                | (webdrama)   |
| 2019            | Anti-Terrorism Special Forces: The Wolves | Qin Mei / Summer | 48 episodios |
| 2019            | In Youth                                  | Li Yangyang      | 38 episodios |
| 2018            | The Flame's Daughter                      | Dao Liexiang     | 20 episodios |
| 2017            | Detective Dee                             | Jia Ma Li        |              |
| 2017            | Xuan-Yuan Sword: Han Cloud                | Duan Meng        |              |
| 2017            | Eternal Love                              | Princesa Yan Zhi | 23 episodios |
| 2015            | 我和胡杨的约定                            | 饰 迪丽娜尔      |              |

### Películas
| Año  | Título                 | Personaje | Notas                                               |
| ---- | ---------------------- | --------- | --------------------------------------------------- |
| 2019 | Whisper of Silent Body | -         | junto a Yan Yikuan, Du Juan, Geng Le y Shao-Wen Hao |

### Endorsos
| Año             | Título | Notas                                    |
| --------------- | ------ | ---------------------------------------- |
| 2020 - presente | KATE   | Amiga de la marca - (maquillaje japonés) |

### Eventos
| Año  | Título                                         | Notas |
| ---- | ---------------------------------------------- | ----- |
| 2019 | 8th China College Students Television Festival | -     |

### Revistas / sesiones fotográficas
| Año  | Título                  | Notas |
| ---- | ----------------------- | ----- |
| 2019 | Chic Magazine           | -     |
| 2019 | Shine Likeness          | -     |
| 2019 | FireBible               | -     |
| 2019 | Z-Ing Magazine          | -     |
| 2018 | GRAZIA (红秀)           | -     |
| -    | 红秀王牌街拍            | -     |
| -    | Fashion Attitude (红秀) | -     |

### Anuncios
| Año  | Título | Notas |
| ---- | ------ | ----- |
| 2017 | ALOBON | -     |